# (645) Agrippina
Pour les articles homonymes, voir Agrippine.
(645) Agrippina est un astéroïde de la ceinture principale découvert le 13 septembre 1907 par l'astronome américain Joel Metcalf.
Sa désignation provisoire était 1907 AG.